# Amiraplatz
Der Amiraplatz ist ein platzartiger Bereich am nördlichen Rand der Altstadt der bayerischen Landeshauptstadt München. Seit 1931 ist er nach dem Münchner Rechtshistoriker Karl von Amira (1848–1930) benannt.

## Lage
Der Platz führt als Verlängerung der Achse Kardinal-Faulhaber-Straße/Salvatorplatz in nördlicher Richtung zur Brienner Straße. 

## Geschichte
Der Bereich des Amiraplatzes war ursprünglich eine platzartige Erweiterung an der Südseite der zu Beginn des 19. Jahrhunderts projektierten Brienner Straße. Er lag außerhalb der ehemaligen Stadtmauer, die weit hervortretende Westfassade des Theatinerklosters trennte den Bereich deutlich von der Altstadt ab. Die Bebauung bestand aus viergeschossigen Mietshäusern mit klassizistischen Fassaden mit Rundbogenöffnungen in Anlehnung an Klenzes Baustil. Das Eckhaus (Brienner Straße 5) war durch einen Zwischentrakt mit dem Rückgebäude am heutigen Amiraplatz verbunden. Ab 1899/90 befanden sich im Haus Brienner Straße 6 die Gasträume des vornehmen Weinrestaurants Schleich. Pläne für einen Hotelneubau aus dem Jahr 1912 wurden nicht umgesetzt.
Weitreichende Veränderungen erfuhr der seit 1931 nach dem Rechtshistoriker Karl von Amira benannte Platz Ende der 1930er Jahre. Es wurde eine durchgehende Verbindung zwischen Brienner Straße über den Salvatorplatz zur Promenadestraße geplant. Zu diesem Zweck sollte die Bebauung der Ostseite des Platzes begradigt werden. Anstelle der ursprünglichen Wohnhäuser schuf Robert Seitz in den Jahren 1938 bis 1940 den fünfgeschossigen Neubau des Geschäftshauses der renommierten Ausstattungsfirma Vereinigte Werkstätten. Das westliche Straßenbild wird bestimmt durch den im Zuge des Wiederaufbaus errichteten, dem klassizistischen Umfeld angepassten Luitpoldblock.

## Bauten
| Nr. | Funktion                                  | errichtet | Beschreibung | Bild          |
| --- | ----------------------------------------- | --------- | --- | ------------- |
| 1   | Geschäftshaus der Vereinigten Werkstätten | 1938–1940 | neuklassizistischer Eckbau, nördlicher Bauteil als palastartiger Rechteckblock ausgebildet, westlich langgestreckter Seitentrakt, im Erdgeschoss große Schaufensterarkaden mit Natursteinverblendung, von Robert Seitz | Amiraplatz 1  |
| 1a  | Geschäftshaus der Vereinigten Werkstätten | 1938–1940 | neuklassizistischer Eckbau, nördlicher Bauteil als palastartiger Rechteckblock ausgebildet, westlich langgestreckter Seitentrakt, im Erdgeschoss große Schaufensterarkaden mit Natursteinverblendung, von Robert Seitz | Amiraplatz 1  |
| 3   | Luitpoldblock                             | 1810–1812 | klassizistisches Haus; heute nach Osten vorspringender Bauteil des Luitpoldblockes | Luitpoldblock |